# آبشار مولتنومه
آبشار مولتنومه (به انگلیسی: Multnomah Falls) آبشاری است که در اورگن، ایالات متحده آمریکا واقع شده و ارتفاع کلی ریزشگاه آن ۶۲۰ فوت (۱۸۹ متر) است.